# Kaskádový průsmyk

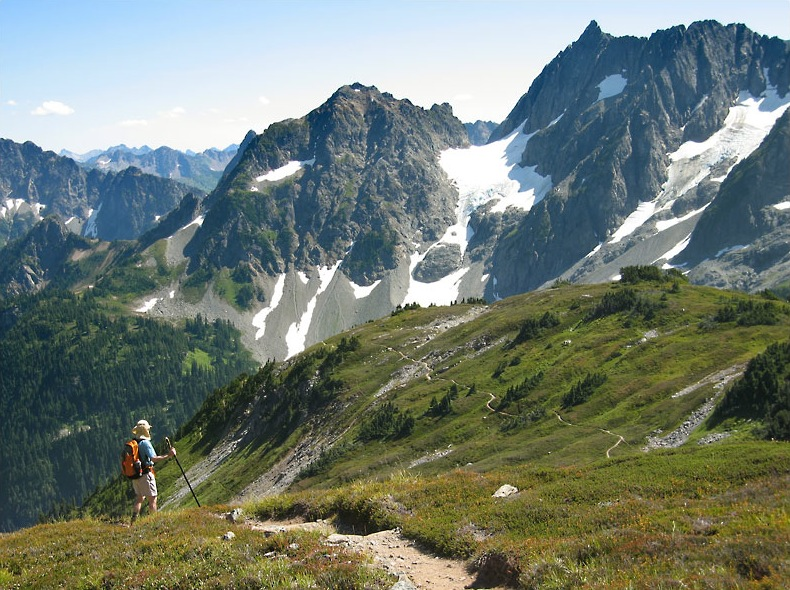
Výhled jižním směrem z hřebene nedaleko průsmyku.

Kaskádový průsmyk, dříve znám jako Skagitský, je horský průsmyk v nadmořské výšce 1 643 metrů v Severních Kaskádách východně od obce Marblemount v americkém státě Washington.
Přestože se jedná o důležitý průsmyk, který poskytuje jednoduché spojení mezi Kaskádovou řekou a Chelanským jezerem, přechází jej, také díky tomu, že je zdejší krajina chráněna v rámci národního parku Severní Kaskády, pouze turistická stezka.
Od západu je průsmyk přístupný po 6 kilometrů dlouhé turistické stezce začínající na konci silnice Cascade River Road v nadmořské výšce 1 100 metrů, z východu se dá dosáhnout po turistické stezce vedoucí z města Stehekin přes údolí stejnojmenné řeky.
Vrcholek průsmyku, který protíná hranice lesa, je oblíbený díky výhledu na všechny strany, čímž poskytuje pozoruhodnou podívanou na malebné Kaskádové pohoří. Také se jedná o klíčový bod pro horolezce; startují odsud výpravy na sever k hoře Sahale Mountain a k lučinám Bostonské pánve, nebo na jih k horám Mixup Peak a Magic Mountain, průsmyk je vlastně jedním z počátečních bodů slavné horskoturistické stezky Ptarmigan Traverse.
Původně se jednalo o velice důležitou obchodní cestu mezi pobřežím a pevninou, kterou hojně využívali původní obyvatelé. Jedním z prvních bělochů, kteří prošli průsmykem a posléze jej popsali, byl newyorský novinář Frank Wilkeson. V roce 1814 tudy pravděpodobně prošel obchodník s kožešinami Alexander Ross, jeho spisy ale neposkytly informace o přesné cestě, kterou pohoří zdolal.